# Gracias Por La Música
Gracias Por La Música je kompilační album švédské hudební skupiny ABBA, vydané v roku 1980. Podnětem k natočení španělsky zpívané verze byl nečekaný úspěch po vydání španělských verzí písní Chiquitita a I Have a Dream v latinskoamerických zemích, například v Mexiku a Argentině. Následně bylo rozhodnuto nahrát pro tento trh dalších osm skladeb ve španělštině a vydat dlouhohrající desku (LP).
Pár Buddy a Mary McCluskeyovi, pracující v labelu RCA Records v Argentině, byl přizván k překladu textů do španělštiny. Konečné nahrávání písní se uskutečnilo v lednu 1980 ve studiích Polar Music. Vokalistkám Agnethě Fältskogové a Anni-Frid Lyngstadové pomáhala s výslovností a jazykovou korekcí novinářka Ana Martinezová.
Autorská dvojice Benny Andersson a Björn Ulvaeus přenechala dohled nad natočením vokálů k osmi španělským verzím zvukaři skupiny ABBA Michaelu B. Tretowovi, který nahrál hlasové linky s Agnethou a Fridou v Polar studiu s použitím původního instrumentálního podkladu.
V době natáčení španělských vokálů byli Benny a Björn na Barbadosu a psali písně pro příští řadovou LP desku ABBA, která později dostala název Super Trouper.
Po návratu do Stocholmu Benny a Björn dokončili produkci alba Gracias Por La Música.
Album bylo v 80. letech několikrát vydáno také na CD, například v Japonsku (1986, Polydor), Španělsku (1989, RCA), a dále ve vydavatelství CBS.
Kompilace ABBA Oro: Grandes Éxitos vydaná roku 1993, obsahuje 10 skladeb z alba Gracias Por La Música.

## Seznam skladeb
Všechny písně napsali a složili Benny Andersson & Björn Ulvaeus.
Strana A
1. Gracias Por La Música (Thank You for the Music) - 3:48
2. Reina Danzante (Dancing Queen) – 4:02
3. Al Andar (Move On) – 3:05
4. ¡Dame! ¡Dame! ¡Dame! (Gimme! Gimme! Gimme! (A Man After Midnight)) – 4:45
5. Fernando (Spanish version) – 4:15

Strana B
1. Estoy Soñando (I Have A Dream) – 4:44
2. Mamma Mia (Spanish version) – 3:32
3. Hasta Mañana (Spanish version) – 3:05
4. Conociéndome, Conociéndote (Knowing Me, Knowing You) – 4:02
5. Chiquitita (Spanish version) – 5:26

- Pomoc s původními anglickými texty k písním "Dancing Queen", "Move On", "Fernando", "Mamma Mia", "Hasta Manana" a "Knowing Me, Knowing You" Stig Anderson.
- Překlad textů do španělštiny Buddy McCluskey a Mary McCluskey.
- Španělská verze skladby "Dancing Queen" byla původně nazvána "Reina Danzante", v roce 1993 pro vydání kompaktního disku ABBA Oro: Grandes Exitos přejmenována na "La Reina Del Baile".